# Petir (Petir)
Petir is een bestuurslaag in het regentschap Serang van de provincie Banten, Indonesië. Petir telt 4836 inwoners (volkstelling 2010).